# Paris 13 Atletico
O Paris 13 Atletico é um clube de futebol francês com sede no 13.º arrondissement de Paris. A equipe compete no Championnat National.

## História
Fundado em 1968 como Football Club des Gobelins, mudou de nome em 2012 para Football Club des Gobelins Paris 13, após fundir-se com o Stade Olympique de Paris. Em junho de 2020, visando reforçar sua identidade com a capital francesa, passando a se chamar Paris 13 Atletico, mudando também seu escudo (usado desde 1968), assemelhando-se ao do Paris Saint-Germain.
Manda seus jogos no Stade Boutroux, com capacidade para 2 mil lugares. As cores do clube são verde e preto.